# Калвенская волость
Ка́лвенская во́лость (латыш. Kalvenes pagasts) — одна из территориальных единиц Южно-Курземского края Латвии, в историко-культурной области Курземе. Находится на востоке края. Граничит с Каздангской, Айзпутской, Вецпилсской, Бункской, Приекульской и Эмбутской волостями своего края и с Рудбаржской волостью Кулдигского края. Волостной центр — село Калвене.

## История
Ранее на территории волости находились земли Ташу-Падурского поместья. До 1925 года она называлась Ташу-Падурской волостью. В 1945 году в Калвенской волости были созданы Калвенский, Бойский и Лиелдрогский сельские советы. После отмены в 1949 году волостного деления, Калвенский сельсовет входил в состав Айзпутского (до 1956 года) и Лиепайского районов. В 1954 году к Калвенскому сельсовету был присоединён Лиелдрогский сельсовет. В 1958 году — территория колхоза «Тебра» Каздангского сельсовета. В 1968 году — части территории колхоза «Драудзиба» (рус. Дружба) Вецпилсского и Кротского сельских советов.
В 1990 году Калвенский сельсовет был реорганизован в волость. В 2009 году, в результате латвийской административно-территориальной реформы, Калвенская волость вошла в состав Айзпутского края. В ходе административно-территориальной реформы Латвии 2021 года, Айзпутский край был упразднён, Калвенская волость вошла в состав укрупнённого Южно-Курземского края.

## География
Калвенская волость расположена на южной окраине Бандавского всхолмления Западной Курземской возвышенности. У Калвене находится самая высокая точка Бандавского всхолмления — 138,7 м над уровнем моря. Территорию волости пересекают водоразделы рек Венты, Саки и Барты. В восточной части волости протекают притоки Венты Коя и Гарудене, в южной части приток Барты Вартая, в северной части находится исток притока Саки — Тебры. В центральной части волости находится мельничное озеро Ташу Падуре, площадью 50,5 га. Между холмами имеется много прудов. В южной и центральной частях волости имеются большие лесные массивы.

## Население
В 1935 году в Калвенской волости проживало 2253 человека, из них латышей — 80,8 %, немцев — 17,0 %, русских — 1,0 %, поляков — 0,5 %.
В 2000 году в Калвенской волости проживало 868 человек, из них 48,5 % мужчин, 51,5 % женщин. По национальному составу: латышей — 89,8 %, литовцев — 5,8 %, русских — 1,8 %. В Калвене проживало 346 человек.
По состоянию на 1 января 2022 года население волости составляло 614 человек.

## Экономика
Во время аграрной реформы 1920 года мызская земля Ташу-Падурской волости была разделена на 260 небольших хозяйств. В 1929 году была открыта железнодорожная линия Глуда — Лиепая. В 1935 году в волости насчитывалось 398 крестьянских хозяйств. Работало 2 маслозавода, 2 водяных мельницы и ветряные мельницы.
В годы советской власти были созданы колхозы «Курземе», «Яунайс цельш» (рус. Новый путь), «Дарба спекс» (рус. Рабочая сила), «Тебра», которые позднее объединились в один колхоз «Курземе». Работали маслозавод и ветеринарный участок.
По состоянию на 2000 год в волости было 219 крестьянских и 139 приусадебных хозяйств. Имелась лесопилка, автозаправочная станция, 3 магазина, кафе и столовая.

### Транспорт
Через волость проходит железнодорожная линия Елгава — Лиепая, имеющая на территории волости две станции — Калвене и Рудбаржи (пассажирское движение отменено с августа 2001 года). Также проходят государственная автомобильная дорога высшей категории A9 Рига — Лиепая, региональная автодорога P115 Калвене — Айзпуте и местные автодороги V1275 Калвене — Рудбаржи, V1295 Турлава — Валтайки — Калвене — Эмбуте, V1200 Тебра — Казданга — Цилди и V1295 подъездная дорога к станции Рудбаржи.

## Образование и культура
В годы первой Латвийской республики в волости действовала 6-классная Калвенская начальная школа и Крусатдрогская немецкая начальная школа, где после репатриации немцев в 1939 году была также открыта латышская начальная школа. Имелась волостная библиотека. В годы советской власти работали Калвенская 7-летняя школа, клуб и библиотека.
По состоянию на 2000 год в волости работала начальная школа. Имеется Народный дом, библиотека, филиал Рижского зоопарка. Действуют детский фольклорный коллектив, молодежный танцевальный коллектив, женский вокальный ансамбль.

## Известные люди
- Граф Эдуард фон Кайзерлинг (1855—1918) — остзейский писатель-импрессионист.